# La Pointe Courte
La Pointe Courte је француски драмски филм из 1955. у режији Ањес Варде (у њеном редитељском дебију дугометражног филма). Многи критичари су га цитирали као претечу француског новог таласа, а историчар Жорж Садул га је назвао „заиста првим филмом новог таласа“. Радња филма се одвија у Сету на југу Француске. Поант Курт („кратка тачка“) је мала четвртина града позната као рибарско село.

## Радња
Млада жена стиже париским возом у луку Сет, где је чека њен муж који је тамо одрастао. Није сигурна да ли жели да настави њихов брак, дошла је да разговара о томе. Док пар лута по рибарском насељу, филм приказује живот његових становника. Жене чувају своје домове и своју децу, од којих се једно разболи и умире. Мушкарци у малим чамцима прате своју древну трговину, узнемирени загађењем лагуне у којој лове шкољке. Власти покушавају да зауставе коришћење лагуне, а један млади рибар је ухапшен и затворен...

## Теме
У интервјуу из 1962. године, Варда је говорила о две присутне теме у филму од којих је „прва била пар који преиспитује свој однос и село које покушава да реши неколико колективних проблема преживљавања“. У свом филму Les plages d'Agnès, Варда каже да је њен филм инспирисан Дивљим палмама Вилијама Фокнера.
У часопису Кинест, филмски новинар Џонатан Киршнер истакао је теме у филму које ће Варда поново погледати у каснијим филмовима, наиме „спој документарног и фикције, детаљна пажња према економским условима радничке класе, суптилна запажања о родној динамици друштвених и породичних односа и, наравно, приметно присуство мачака.“

## Производња
Варда је првобитно посетила Поант Курт да би сликала град за пријатеља који више није могао да посети свој дом. Након што је видела снимак који је тамо снимила, изнајмила је камеру да сними филм о пару из Париза који је био у посети граду, родном граду мужа. Варда је основала сопствену задругу и започела производњу. Буџет за филм је био 14.000 долара; отприлике једну четвртину буџета осталих дугометражних филмова тог доба, укључујући 400 удараца и Без даха. Ниједан члан екипе није био плаћен током продукције.

## Издање
Филм је први пут приказан на Канском фестивалу у мају 1955.